# Menachem Mendel di Kotzk
Menahem Mendel Morgensztern di Kotzk (Lublino, 1787 – Kotzk, 22 gennaio 1859) è stato un rabbino polacco.
Menahem Mendel Morgensztern di Kotzk, conosciuto come il "rabbino di Kotzko", è stato un rabbino chassidico del XVIII secolo.
Attratto dal chassidismo di Yaacov Yitshak Horowitz, divenne collaboratore e discepolo di Rabbi Yaacov Yitshak Rabinowitz, il "Santo ebreo di Przysucha", e dopo la morte di quest'ultimo, di Rabbi Simhah Bounem di Pshiskhe.

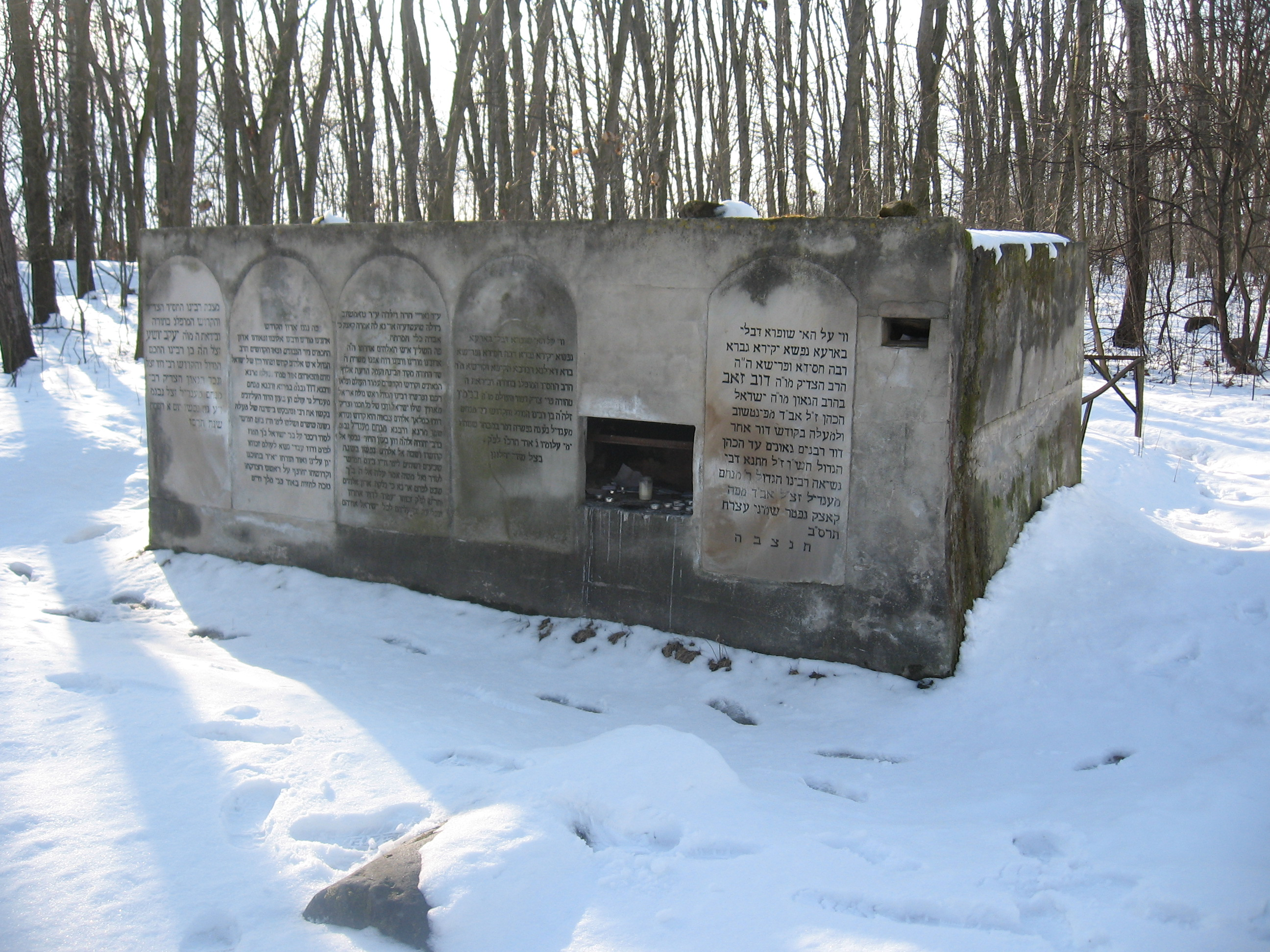
Tomba di Menachem Mendel

## Biografia
Menahem Mendel nacque nel 1787 a Goraj, nei pressi di Lublino. Suo padre, Yehuda Leiboush Halperin, era un rabbino fermamente contrario al chassidismo e fu anche il suo primo insegnante. Menahem studiò poi alla yeshivah di Zamość, dove stupì i suoi insegnanti e i suoi studenti per la sua conoscenza talmudica. Fu in questo periodo che ascoltò per la prima volta gli insegnamenti chassidici nella sinagoga del Veggente di Lublino. Si trasferì a Przysucha, dove divenne discepolo di Rabbi Yaacov Yitzhak Rabinowitze e nel 1813, dopo la morte di questi, divenne discepolo di Rabbi Simha Bounem di Pshiskhe. 
Quando Rabbi Simha Bounem morì nel 1827, molti dei suoi discepoli scelsero di nominare Menahem Mendel come suo successore, mentre alcuni, preoccupati del suo radicalismo, preferirono Avraham Moshe, il figlio di Simha Bounem.
Menahem Mendel inizialmente stabilì la sua scuola a Tomaszow ma, bersagliato dai suoi oppositori, nel 1829 si trasferì a Kotzk. Tuttavia, nel 1830 dovette fuggire in Austria a causa del suo sostegno alla rivolta polacca. 
Poté tornare a Kotzk solo dopo aver cambiato il suo nome da Halperin a Morgenstern.
Officiò come rabbino  per 12 anni, ma non si sentì mai a suo agio in quel ruolo: non tollerava né i poveri che venivano da lui per le benedizioni materiali, né i ricchi che si aspettavano di ricevere onori per i loro doni. Disse che avrebbe preferito avere cinquanta discepoli con i quali formare un piccolo gruppo d'élite che avrebbe seguito i suoi insegnamenti. 

### La vita pubblica e i suoi insegnamenti
Nel corso del 1839 ebbe un contrasto con uno dei suoi discepoli più stretti, Rabbi Mordekhai Yossef Leiner di Izbica, contrasto che raggiunse il suo culmine durante la festa di Simhat Torah dello stesso anno. I dettagli del litigio non sono chiari ma, dopo questo incidente e fino alla sua morte, il Rabbi di Kotzk si ritirò dalla vita pubblica. Continuò a ricevere regolarmente i suoi discepoli più fedeli ma rifiutò di continuare il suo rabbinato. 
Menahem Mendel morì il 22 shevat 5619 (22 gennaio 1859),  a Kotzk dove fu sepolto. Il suo discepolo e successore, Rabbi Yitzhak Meir Alter, futuro fondatore della dinastia chassidica di Gur, recitò l'orazione funebre.
Fedele alle tradizioni di Pshiskhe, Menahem Mendel insegnava con stile rigoroso e senza compromessi. Adottò volontariamente un punto di vista radicale affermando per esempio che è meglio essere completamente cattivi che parzialmente buoni o che è meglio non studiare che essere orgogliosi del proprio studio.

### La ricerca diemet
L'obiettivo della ricerca spirituale del Rebbe di Kotsk è il raggiungimento dell'emet (ebraico: אמת "verità") inteso come stato di verità e autenticità, senza menzogne, compiacimenti o dissimulazioni, tutti elementi considerati non conformi alla vita religiosa. Inoltre, questa ricerca di emet non deve essere ostacolata dall'osservanza delle convenzioni sociali o dalla pietà, se questa ostacola la ricerca. Menahem Mendel sostiene quindi che la preghiera per abitudine è inutile e che il vero culto è la ricerca incessante della verità .
Questa verità è ricercata nella Torah e nel Talmud, con Menahem Mendel che cita il Gaon di Vilna, il più grande oppositore del chassidismo, come esempio da seguire.
La ricerca di "emet" è infinita.  
D'altra parte, un approccio approssimativo alla verità non può soddisfare ed è quindi necessario impegnarsi in una continua introspezione, per cercare le buone azioni compiute ed eliminare quelle cattive.

## Fonti
- (EN)  Joseph Fox, Rabbi Menachem Mendel of Kotzk : A Biographical Study of the Chasidic Master, New York, Bash Publications Inc., 1988, ISBN 978-09-323-5121-0 digitalizzato in (EN) Rabbi Menachem Mendel of Kotzk (PDF), su itethics.tripod.com.
- (EN)  Abraham Joshua Heschel, A Passion for Truth, New York, Farrar, Straus and Giroux., Northvale, New Jersey
- (HE)  Meir Orian, Sne Boer beKotsk : netiv hayyav shel Rabbi Mendel, Jérusalem, Reuven Mas., digitalizzato in (HE) daat.ac.il,  http://www.daat.ac.il/daat/vl/kotzk/kotzk01.pdf.
- Raz Simcha, The sayings of Menachem Mendel of Kotsk, Northvale, New Jersey, Jason Aronson Inc.., ISBN 1-56821-297-6